# Gunung Seminung
Gunung Seminung är ett berg i Indonesien. Det ligger i den västra delen av landet, 400 km väster om huvudstaden Jakarta. Toppen på Gunung Seminung är 1 863 meter över havet, eller 939 meter över den omgivande terrängen. Bredden vid basen är 21,4 km.
Terrängen runt Gunung Seminung är huvudsakligen lite bergig. Runt Gunung Seminung är det ganska tätbefolkat, med 155 invånare per kvadratkilometer. I omgivningarna runt Gunung Seminung växer i huvudsak städsegrön lövskog.